# 埃达克龙鱼属
埃达克龙鱼属（学名：Aidachar，得名自哈萨克神话中的巨龙Aydahar）是辐鳍鱼纲渔猎鱼目已灭绝的一个属，分布于晚白垩世（森诺曼期至土仑期）的中亚和北美。
模式种是沼泽埃达克龙鱼（A. paludalis），由列夫·尼索夫（Lev Nesov）于1981年根据乌兹别克斯坦克孜勒库姆沙漠发现的遗骸命名。尼索夫原将该化石描述为翼龙目梳颌翼龙科的颌骨碎片，后于1986年将其重新鉴定为鱼类。第二个种潘氏埃达克龙鱼（A. pankowskii）则发现于摩洛哥的卡玛卡玛群，归入本属之前，曾是其近亲叶环鱼属的一个种。